# Charlotte Fränkel
Marie Hedwig Charlotte Fränkel, verheiratete Loeschcke, (* 25. August 1880 in Berlin; † 7. Dezember 1933 ebenda) war eine deutsche Klassische Archäologin und Gymnasiallehrerin.

## Leben
Charlotte Fränkel war die Tochter des Klassischen Philologen Max Fränkel, ihr Bruder war der Klassische Philologe Hermann Fränkel. Nach dem Besuch der von Helene Lange geleiteten humanistischen Gymnasialkurse für Frauen erhielt sie am 29. Oktober 1900 am Luisengymnasium in Berlin das Reifezeugnis. Seit dem Wintersemester 1900/01 studierte sie an den Universitäten Berlin und Bonn Klassische Philologie, Klassische Archäologie und Germanistik. Am 30. November 1911 legte sie in Bonn das Rigorosum ab, mit Datum vom 17. Oktober 1912 wurde sie bei Georg Loeschcke promoviert. Ihre Dissertation über Satyr- und Bakchennamen auf Vasenbildern ist auch heute noch von Bedeutung. Sie war eine von nur fünf Frauen, die vor dem Ersten Weltkrieg in Klassischer Archäologie promoviert wurden (neben ihr Margarete Bieber, Elvira Fölzer, Margret Heinemann, Viktoria von Lieres und Wilkau). Am 1. August 1914 legte sie die Lehramtsprüfung für Gymnasien ab. Sie heiratete 1915 ihren Lehrer Georg Loeschcke, der jedoch noch im gleichen Jahr starb, und führte danach dessen Nachnamen. Von 1917 bis 1922 war sie an der Augustaschule in Berlin als Lehrerin tätig, seit 1922 an der 1. Städtischen Studienanstalt in Berlin. Zum 1. September 1933 wurde sie nach § 3 des Gesetzes zur Wiederherstellung des Berufsbeamtentums wegen ihrer „nichtarischen Abstammung“ in den vorzeitigen Ruhestand versetzt.

## Veröffentlichungen
- Korinthische Posse. In: Rheinisches Museum NF 67, 1912, S. 94–106.
- Satyr- und Bakchennamen auf Vasenbildern. Niemeyer, Halle 1912 (Digitalisat).